# Фигерас-и-Морагас, Эстанислао
Эстанисла́о Фиге́рас-и-Мора́гас (исп. Estanislao Figueras y Moragas; 13 ноября 1819, Барселона − 11 ноября 1882, Мадрид) — испанский юрист и политик. С 12 февраля по 11 июня 1873 года он был президентом исполнительной власти Первой республики в Испании.

## Биография
Фигерас родился 13 ноября 1819 года в Барселоне. Изучал право в Cervera, Таррагоне, Барселоне и Валенсии. В 1837 году присоединился к прогрессистам. В 1840 году он перешел от них к республиканцам. Под властью модерадов (dt. Moderates, умеренные) ему пришлось покинуть Мадрид. В 1844 году он стал адвокатом в Таррагоне. В 1848 году вернулся в Мадрид и принял участие в либерально-республиканских волнениях. Поскольку они не увенчались успехом, он вернулся к своей юридической работе в Таррагоне.
В 1849 году он присоединился к Partido Demócrata (Демократическая партия), расколовшуюся от партии прогрессистов, и был избран в Кортесы от Таррагоны в 1851 году. Он представлял в парламенте республиканскую партию вместе с Хосе Марией Оренсе, Лозано и Хаэном, был переизбран в Кортесы в 1855 году — во время Bienio Progresista. В Учредительном собрании того года он выступал за децентрализацию и федерализацию государства и секуляризацию церковной собственности.
После провала попытки свершения революции в 1866 году, он принял участие в республиканских заговорах, поэтому в 1867 году ему грозило тюремное заключение, и он бежал в Португалию. После изгнания королевы Изабеллы II в 1868 году, Фигерас вернулся в Испанию и стал членом революционной хунты, мэром мадридского района и переизбран в кортесы. Там он всеми силами работал для создания республики. Теперь он присоединился к Федеральной партии во главе с Франсиско Пи-и-Маргаллом, которая поддержала его федеральные идеи для испанского государства.
После отречения короля Амадея 12 февраля 1873 года, он был назначен президентом республиканской исполнительной власти, то есть главой государства Первой Испанской республики. На этой должности у него первоначально было много конфликтов с Радикальной партией, которая имела большинство в кортесах. 13 марта он принял решение о роспуске тогдашних кортесов и созыве учредительных кортесов 8 июня 1873 года. Решение о провозглашении Испании федеративной республикой было принято, и Фигерас подтвердил это. Разногласия с остальными республиканцами по финансовым вопросам привели его к отставке 11 июня.
Фигерас ушел с политической арены и уехал во Францию. После своего возвращения, в период восстановления, он возвращался в политику несколько раз ненадолго и без длительного эффекта.
Фигерас умер в Мадриде 11 ноября 1882 года.